# O Mulo
O mulo é um romance escrito pelo antropólogo Darcy Ribeiro, publicado em 1981. O livro também foi traduzido para italiano, espanhol e alemão.
Sobre esta obra, Darcy Ribeiro escreveu em seu livro Testemunho:
| “ | Ao contrário do chamado romance social que exalta humildes mas heróicos lutadores populares, em O Mulo eu retrato o nosso povo roceiro, sobretudo os mais sofridos deles que são os negros, tal como os vi, sempre mais resignados que revoltados. Além da espoliação de sua força de trabalho e de toda sorte de opressões a que são submetidos, nossos caipiras sofrem um roubo maior que é o de sua consciência. O patronato rural se mete em suas mentes para fazê-los ver a si mesmos como a coisa mais reles que há. Guardo em mim recordações indeléveis das brutalidades que presenciei em fazendas de minha gente mineira e por todos estes brasis, contra vaqueiros e lavradores que não esboçavam a menor reação. Para eles a doença de um touro é infinitamente mais relevante que qualquer peste que achaque sua mulher e seus filhos. Esta alienação induzida de nossa gente, levada a crer que a ordem social é sagrada e corresponde à vontade de Deus, é que eu tomei como tema, mostrando negros e caboclos de uma humildade dolorosa diante de patrões que os brutalizavam das formas mais perversas. Tanto me esmerei na figuração destes contrastes que um pequeno bandido político em luta eleitoral contra mim fez publicar alguns daqueles meus textos de denúncia como se expressassem minha postura frente aos negros. | ” |